# دون هو
دونالد هو (بالإنجليزية: Don Howe) (مواليد 12 أكتوبر 1935 - 23 ديسمبر 2015) في وولفرهامبتون في إنجلترا، لاعب كرة قدم إنجليزي سابق، ومدرب كرة قدم إنجليزي سابق.
بدأ مسيرته الكروية مع نادي وست برومتش ألبيون في عام 1952، ولعب معهم حتى عام 1964، وشارك معهم في 342 مباراة وسجل 17 هدف، وفي عام 1964 انتقل إلى نادي آرسنال، ولعب معهم حتى عام 1966، وشارك معهم في 70 مباراة وسجل هدف واحد.
و قد لعب مع منتخب إنجلترا لكرة القدم بين عامي 1957 و1962، وشارك معهم في 23 مباراة.
و قد بدأ مسيرته التدريبية مع نادي وست برومتش ألبيون في عام 1971، ودربهم حتى عام 1973، وفي موسم 1974/1975 درب نادي غلطة سراي التركي، وفي عام 1983 درب نادي آرسنال، ودربهم حتى عام 1986، وفي عام 1989 درب نادي كوينز بارك رينجرز، وفي عام 1992 درب نادي كوفنتري سيتي.

## مسيرته الكروية
لعب دون هو خلال مسيرته الاحترافية مع ناديين في ثلاثة عشر موسمًا وسجل خلالها 18 هدفًا ضمن 422 مباراة. ولم يفز بأي موسم بالكأس أو بالدوري.
خاض دون هو مسيرته مع نادي وست بروميتش ألبيون في موسم 1954–55 ليلعب معه عشرة مواسم، مشاركًا في 342 مباراة سجل خلالها 17 هدفًا. ثم انتقل إلى نادي أرسنال في موسم 1964–65 واستمر معه طيلة ثلاثة مواسم، حيث شارك في 80 مباراة سجل خلالها هدفًا واحدًا.

## روابط خارجية
- دون هو على موقع الاتحاد الدولي (مؤرشف)  (الإنجليزية)
- دون هو على موقع قاعدة بيانات كرة القدم.إي يو (الإنجليزية)
- دون هو على موقع ناشيونال فوتبول تيمز (الإنجليزية)
- دون هو على موقع Soccerbase.com (مدرب) (الإنجليزية)